# Erwin Piscator
Erwin Friedrich Maximilian Piscator (Greifenstein, 17 de diciembre de 1893-Starnberg, 30 de marzo de 1966) fue un director y productor teatral alemán. Principal dramaturgo y teórico del que es conocido como Teatro político, el cual se enfocaba en el contenido sociopolítico del drama y no en la inmersión emocional del público o en la belleza formal de la producción. El suyo es un teatro de marcado carácter marxista, por su concepción teórica y por los fines que busca, la creación de un teatro de y para el proletariado que propiciara la transformación de la sociedad. "Las ideas y la práctica de Piscator influyen sin duda en... Bertolt Brecht".

## Biografía

### Juventud y experiencia en la guerra
Piscator provenía de una familia de clase media de Hesse-Nassau. Era descendiente de Johannes Piscator, un teólogo protestante que produjo una traducción de la Biblia en 1600. En 1913, estudió historia del teatro en el famoso seminario de Arthur Kutscher en la Universidad de Múnich. Piscator inició su carrera como actor ese mismo año, realizando papeles menores de forma gratuita en el Residenztheater, bajo la dirección de Ernst von Possart. Durante este periodo, Karl Lautenschläger instaló uno de los primeros escenarios giratorios del mundo en ese teatro.
Durante la Primera Guerra Mundial, Piscator fue reclutado en el ejército alemán, sirviendo en una unidad de infantería a partir de la primavera de 1915. Su experiencia en el ejército lo llevó a odiar el militarismo y la guerra durante el resto de su vida. Así mismo, escribió varios poemas sobre sus vivencias, los cuales fueron publicados en la revista izquierdista Die Aktion. Durante el verano de 1917, luego de haber participado en la Primera Batalla de Ypres y haber estado hospitalizado, Piscator fue asignado a una unidad teatral militar. En noviembre de 1918, cuando se firmó un armisticio, Piscator dio un discurso en la primera reunión de un sóviet revolucionario.

### Éxito durante la República de Weimar

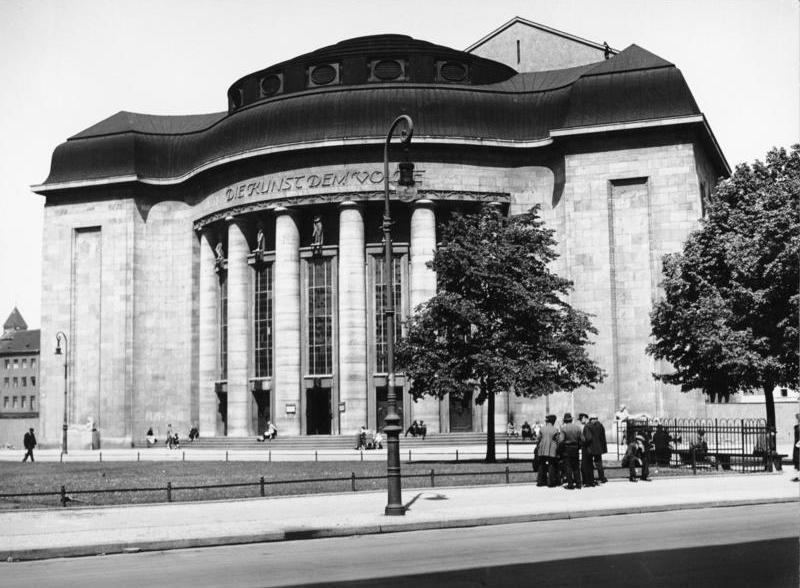
El Volksbühne Berlin, en donde Piscator trabajó como director entre 1924 y 1927.

Junto a Hans José Rehfisch, Piscator creó el Teatro Proletario en Berlín como un rival al Volksbühne Berlin. Entre 1922 y 1923, la agrupación produjo obras de Máximo Gorki, Romain Rolland y León Tolstói. Como director de teatro en el Volksbühne (1924-1927) y posteriormente como director general de su propio teatro (el Neues Schauspielhaus en Nollendorfplatz), Piscator produjo obras con contenido social y político. Su objetivo era, en contraposición al teatro surgido el siglo XIX destinado a la burguesía emergente, crear un teatro destinado al proletariado, un teatro que propagara la ideología marxista y propiciara la transformación de la sociedad. Para sus montajes no recurre a profesionales sino que compone su elenco con aficionados y lleva el teatro allá a donde se encuentra el que quiere que sea su público, a los talleres, a las fábricas, a una cervecería... También, y sin abandonar el carácter político de su teatro, realizó importantes montajes en los que distribuía la acción en diferentes plataformas, en casos giratorias, utilizando ascensores, proyección de fotografía fija y película, efectos de luminotecnia,... que lo colocan también como un adelantado en la utilización de estas técnicas. En 1926, Piscator produjo una adaptación de la obra Die Räuber de Friedrich Schiller en el Konzerthaus Berlin. La producción causó controversia debido a los cambios hechos por Piscator. El protagonista, Karl Moor, fue representado como un insurgente egocéntrico, mientras que su rival, Spiegelberg, quien es generalmente presentado como un personaje siniestro, representaba la voz de la clase trabajadora.
Piscator fundó la agrupación Piscator-Bühne en Berlín en 1927. En 1928, produjo una adaptación de la novela El buen soldado Švejk. Bertolt Brecht participó en esta producción. En 1929, Piscator publicó un libro de teoría titulado Das Politische Theater (El Teatro Político). En el prefacio de la edición de 1963, Piscator escribió que el libro pretendía dar "una explicación definitiva de los principios del teatro épico", el cual en ese entonces "todavía era rechazado y malentendido ampliamente".

### Trabajos internacionales y producciones posteriores en Alemania Occidental
Después de la tercera producción de Piscator-Bühne, Piscator viajó a Moscú para realizar un largometraje para el estudio Mezhrabpom. El compromiso de Piscator con la Revolución rusa antes del ascenso de Hitler fue un factor decisivo en todo su trabajo. Después del ascenso al poder de Hitler en 1933, Piscator decidió permanecer en la Unión Soviética como refugiado político. Piscator abandonó el país en 1936 y en 1937 se casó con la bailarina Maria Ley en París.
En 1936, Piscator colaboró con Lena Goldschmidt en una adaptación teatral de la novela An American Tragedy de Theodore Dreiser. La producción, titulada The Case of Clyde Griffiths fue dirigida por Lee Strasberg y permaneció en cartelera durante 19 presentaciones. Cuando Piscator y su esposa emigraron a Estados Unidos en 1939, fue invitado por Alvin Saunders Johnson, el presidente de La Nueva Escuela de Nueva York, para que fundara un taller teatral. Entre los estudiantes de Piscator en este taller estaban Marlon Brando, Tony Curtis, Judith Malina, Walter Matthau, Harry Belafonte, Elaine Stritch y Tennessee Williams.
Piscator regresó a Alemania Occidental en 1951 debido a la presión política del macarthismo. En 1962, fue nombrado director y administrador del Freie Volksbühne en Berlín. Allí dirigió el estreno de la obra El vicario de Rolf Hochhuth en 1963. Piscator continuó siendo uno de los exponentes más importantes del teatro contemporáneo y del teatro documental hasta su muerte en 1966.

## Legado
El historiador teatral Günther Rühle describió las contribuciones de Piscator como «el avance más prominente hecho por el teatro alemán» durante el siglo XX. Las técnicas que utilizó durante los años 1920, tales como el uso de proyectores y escenarios giratorios, influenció los métodos de producción teatral, tanto europeos como estadounidenses. Su modelo teatral intervencionista siguió siendo popular en Alemania Occidental incluso después de su muerte. Así mismo, su adaptación de la novela Guerra y paz ha sido presentada en 16 países desde 1955, incluyendo tres producciones en Nueva York.